# آر إم إس كارباثيا
آر إم إس كارباثيا (بالإنجليزية: RMS Carpathia) كانت سفينة بخارية ناقلة للركاب عابرة للمحيط الأطلسي بُنيت بواسطة سوان هنتر وكانت مملوكة لكونارد لاين.
قامت كارباثيا برحلتها الأولى في عام 1903 من ليفربول إلى بوسطن، واستمرت على هذا الطريق قبل نقلها إلى الخدمة المتوسطية في عام 1904. وفي عام 1912، اشتهرت بإنقاذ الناجين من آر إم إس تيتانيك السفينة المملوكة لوايت ستار لاين بعد أن اصطدمت بجبل جليدي وغرقت مما أدى إلي وفاة 1517 شخصًا. تحدت كارباثيا حقول الجليد الخطرة وحولت كل الطاقة البخارية إلى محركاتها في مهمة الإنقاذ. ووصلت بعد ساعتين من غرق تايتانيك وأنقذت 705 ناجيًا في قوارب النجاة الخاصة بالسفينة.
كارباثيا نفسها غرقت في 17 يوليو 1918 بعد أن تم إطلاق طوربيد عليها من قبل الغواصة الألمانية إس إم يو-55 قبالة الساحل الأيرلندي في الحرب العالمية الأولى. توفي خمسة من طاقمها في الغرق.

## معرض صور

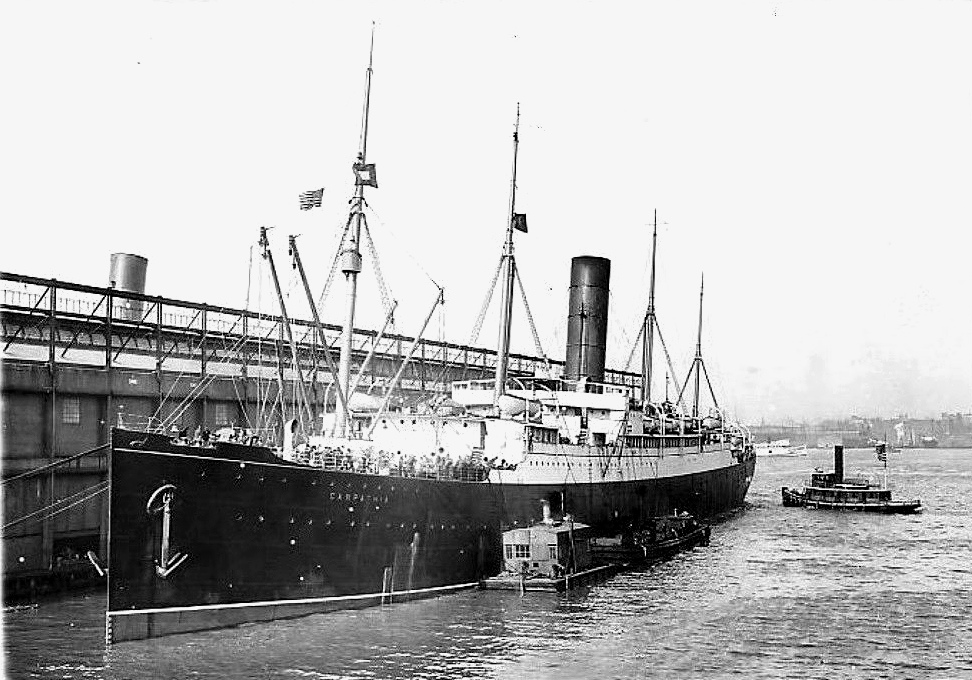
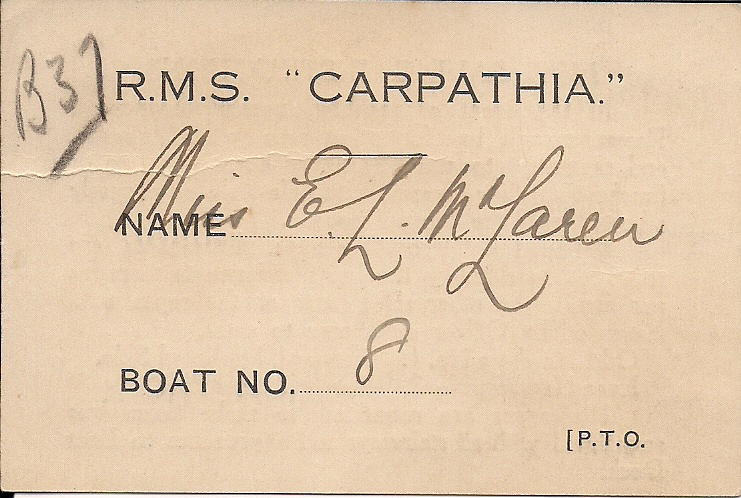
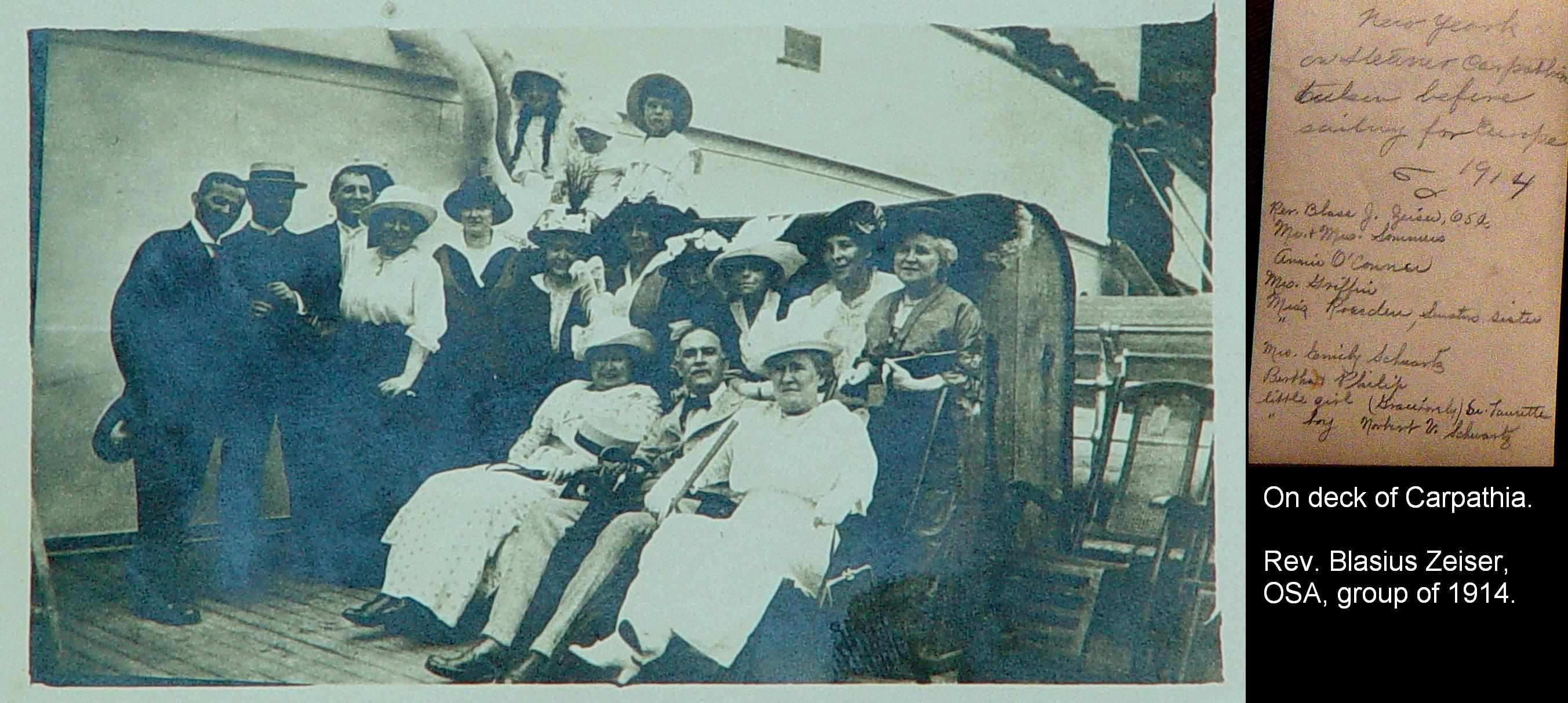
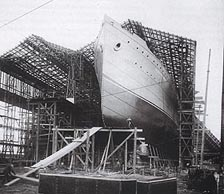
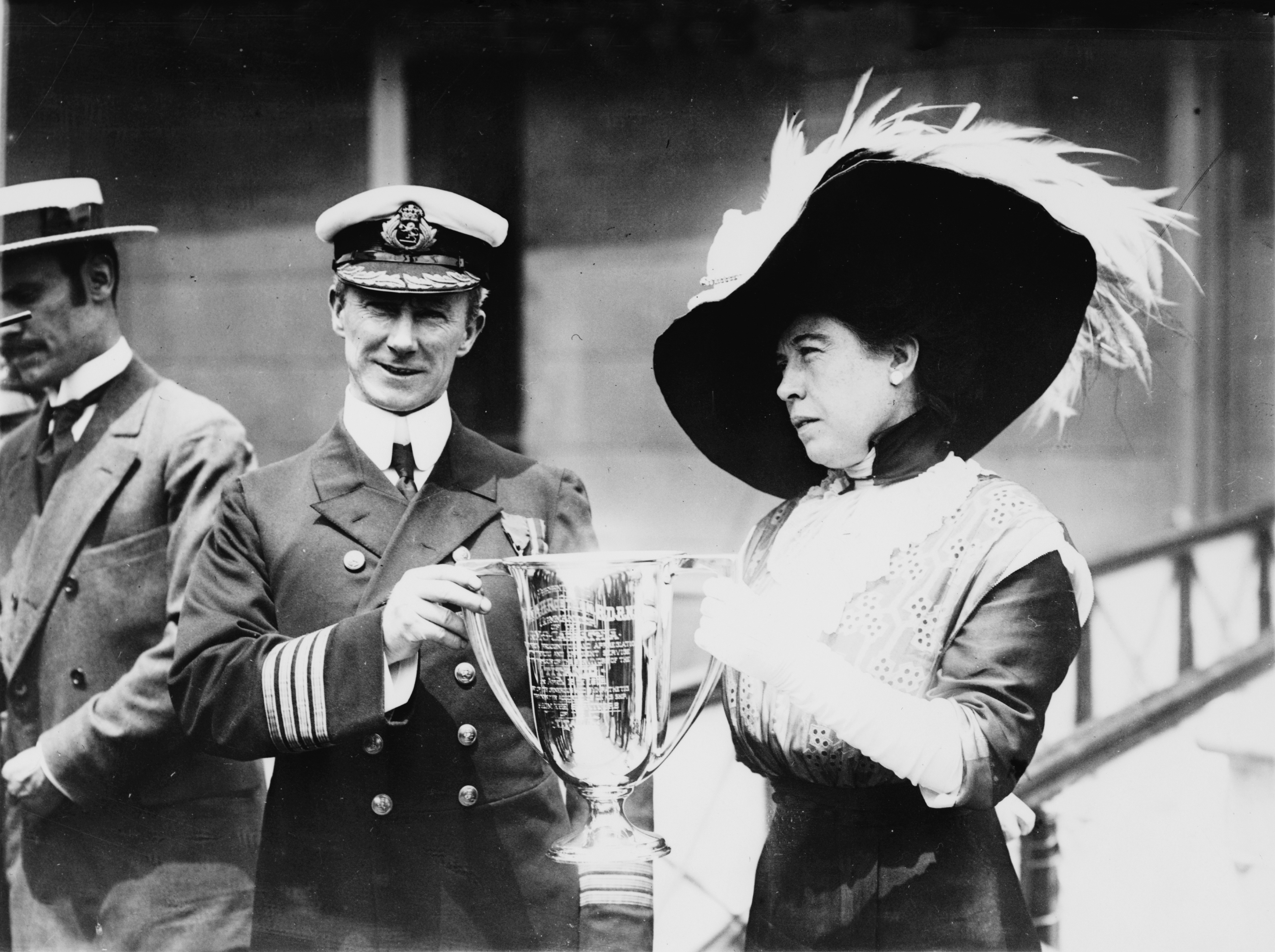

## وصلات خارجية
- Carpathia on thegreatoceanliners.com
- Biography of Captain Rostron
- RMS Carpathia at sorbie.net
- RMS Carpathia official page  على فيسبوك.
- BBC News video describing a diving exploration of the ship